# Tajreh Sarāb
Tajreh Sarāb (persiska: تجره سرآب سادات, Tajreh-ye Sarāb, Tajareh Sar Āb-e Sādāt, تجره سراب) är en ort i Iran.   Den ligger i provinsen Lorestan, i den västra delen av landet, 400 km sydväst om huvudstaden Teheran. Tajreh Sarāb ligger 1 416 meter över havet och antalet invånare är 279.
Terrängen runt Tajreh Sarāb är kuperad. Runt Tajreh Sarāb är det ganska tätbefolkat, med 72 invånare per kvadratkilometer. Närmaste större samhälle är Khorramābād, 10,7 km väster om Tajreh Sarāb. Trakten runt Tajreh Sarāb består i huvudsak av gräsmarker.